# Maurilia makandro
Maurilia makandro är en fjärilsart som beskrevs av Pierre E.L. Viette 1982. Maurilia makandro ingår i släktet Maurilia och familjen trågspinnare. Inga underarter finns listade i Catalogue of Life.